# Hermann Diels
Hermann Alexander Diels (Biebrich, Wiesbaden, 18 de maio de 1848 – Dahlem, Berlim, 4 de junho de 1922) foi um filólogo, helenista e historiador da filosofia alemão que coligiu todos os documentos e fragmentos antigos que se referiam à vida e à doutrina dos chamados filósofos pré-socráticos — ou que continham alguma citação deles. O resultado desse esforço foi a sua colossal obra Os fragmentos dos pré-socráticos (Die Fragmente der Vorsokratiker), que se tornou referência básica para os subsequentes trabalhos de interpretação crítica sobre os pré-socráticos.
Após 1934 sua obra foi continuada por Walther Kranz, com sucessivas edições de Die Fragmente de Vorsokratiker, que passou a ser conhecida como Diels-Kranz.

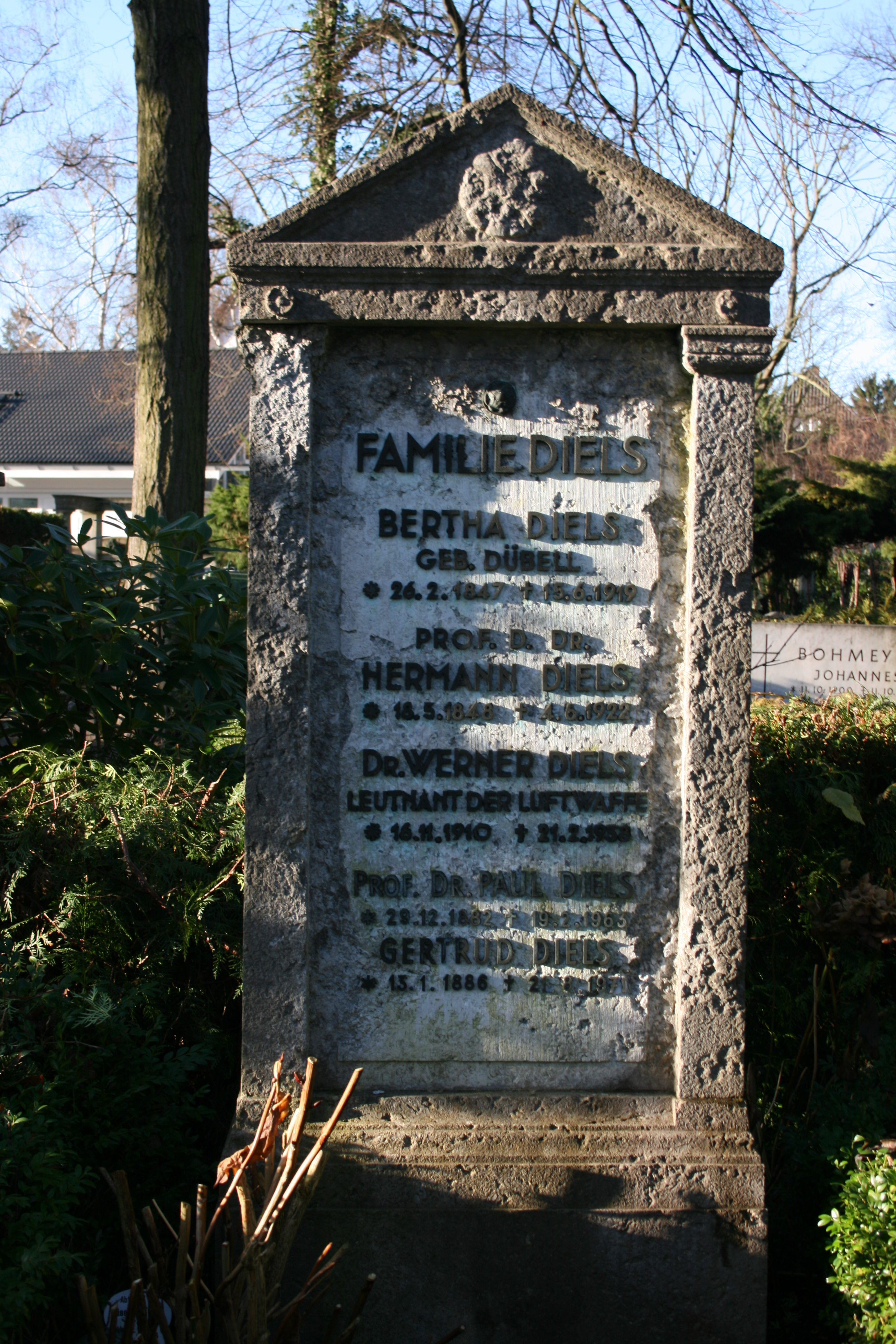
Sepultura da Família Diels no Cemitério de Dahlem

## Citação padronizada de Diels-Kranz
A obra de Diels-Kranz deu origem à citação padronizada dos filósofos pré-socráticos. As duas primeiras letras são DK, pelos autores da obra. Depois segue o número correspondente ao capítulo. Por exemplo, o capítulo 22 corresponde a Heráclito e o 28 a Parménides. Depois continua uma letra, que pode ser A indicando testemunhos (referências à vida, obra, síntese de doutrina, etc.), B quando são fragmentos considerados literais ou C para indicar imitação ou falsificação. Por exemplo, DK22A1 corresponde ao relato da vida e obra de Heráclito por Diógenes Laércio e DK28B1 corresponde ao primeiro fragmento de Parménides que contém a introdução do seu poema. 

## Principais obras
- Doxographi Graeci (Berlin, 1879, reprint Berlin: de Gruyter, 1929) «No Internet Archive»
- Simplicii In Aristotelis Physicorum libros quattuor priores commentaria (2 vol. Berlin, 1882-1895, reprint Berlin: de Gruyter, 1962)
- Parmenides Lehrgedicht (Berlin, 1897, second edition with a new Preface by Walter Burkert, Sankt Augustin, Academia Verlag 2003)
- Poetarum Philosophorum Fragmenta (Berlin, 1901, reprint Hildesheim: Weidmann 2000).
- Die Fragmente der Vorsokratiker, (Berlin, 1903, 6th ed., rev. by Walther Kranz (Berlin: Weidmann, 1952; as edições posteriores são re-impressões com, no máximo, pequenas correções)
- Kleine Schriften zur Geschichte der antiken Philosophie edited by Walter Burkert, Hildesheim: Georf Olms 1969